# Sant'Antonio tentato da un mucchio d'oro
Sant'Antonio tentato da un mucchio d'oro è un dipinto tempera su tavola (47,8x34,5 cm) di Sano di Pietro (Maestro dell'Osservanza), databile al 1435-1440 circa e conservato nel Metropolitan Museum di New York.

## Descrizione e stile
L'opera fa parte di una serie di otto pannelli con Storie di sant'Antonio Abate, divisi oggi tra la Gemäldegalerie di Berlino, la National Gallery di Washington, la Yale University Art Gallery e il Metropolitan, appunto.
Questa tavoletta in particolare è considerata tra le migliori per la delicatissima descrizione del paesaggio, a partire dal cielo del tramonto solcato da nubi rossastre su un orizzonte arcuato. In un paesaggio brullo, che ricorda il deserto, sant'Antonio è tentato da un mucchio d'oro che appare alla sua destra, oggi non più visibile per un errore dell'artista, che applicò la foglia d'oro sul colore già steso, anziché viceversa; resta però un alone rossastro della preparazione vicino al coniglietto nell'angolo sinistro. Il paesaggio è desolato, ma una serie di dettagli minuti lo rendono estremamente interessante, dagli alberelli stecchiti, ai numerosi animali che punteggiano la scena, secondo un gusto che ricorda il gotico cortese: un cervo, un cerbiatto, un altro leprotto e due uccelli in cielo. Anche i sassi del sentiero sono ombreggiati con cura, mentre in lontananza si vedono una chiesetta dai muri rosa, che si intonano alle delicate gradazioni dell'insieme, un laghetto dove naviga una barca tra isolette punteggiate da alberi, e una città murata e con un'alta torre su un colle. Tutto concorre a creare un senso di immobilità elegiaca, a cui non sfugge nemmeno il santo, che sembra pietrificato in un gesto quasi irreale.